# Lagonomegops
Genre
Lagonomegops est un  genre éteint d'araignées aranéomorphes de la famille également éteint des Lagonomegopidae.

## Distribution
Les espèces de ce genre ont été découvertes  dans de l'ambre de Birmanie, de l'Alava en Espagne, du Taïmyr en Russie et du New Jersey aux États-Unis. Elles datent du Crétacé.

## Liste des espèces
Selon The World Spider Catalog 16.0 :
- † Lagonomegops americanus Penney, 2005
- † Lagonomegops cor Pérez-de la Fuente, Saupe & Selden, 2015
- † Lagonomegops sukatchevae Eskov & Wunderlich, 1995
- † Lagonomegops tuber Wunderlich, 2015

## Publication originale
- (en) Eskov & Wunderlich, 1995 : On the spiders of the Taimyr ambers, Siberia, with the description of a new family and with general notes on the spiders from the Cretaceous resins. Beiträge zur Araneologie, vol. 4, p. 95–107.